# Paris tetraphylla
Paris tetraphylla là một loài thực vật có hoa trong họ Melanthiaceae. Loài này được A.Gray miêu tả khoa học đầu tiên năm 1859.